# Spjutbåge

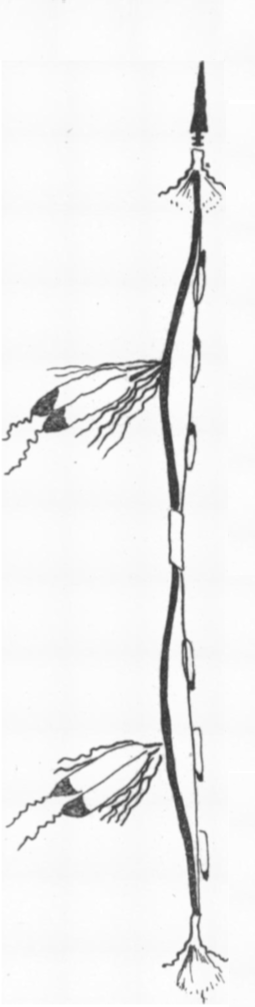
Spjutbåge av Lakotafolket.

Spjutbåge är en långbåge försedd med en spjutspets eller bajonett på den övre bågarmsänden för att kunna använda bågen som ett spjut vid behov likt ett reservvapen. När bågen är strängad fungerar det som ett krökt spjut vilket likt ett kroksvärd kan ta sig runt sköldar och annat närförsvar. Om osträngad rätar bågarmen ut sig och fungerar mer som ett vanligt spjut.
Spjutbågar har överlag förekommit över hela världen genom olika tidsåldrar.

## Japan
I feodala Japan förekom två principer av spjutbåge. Den ena bygger bygger på en särskilt bajonett med holkfäste, kallad hazuyari (japanska: 弭槍, はずやり, ”ändbrodd”), som kunde fästas i änden av ena bågarmen. Den andra var att improviserat knyta fast en tung kastpil, kallad uchine (japanska: 打根, うちね, ”kastrot”), i ena bågarmsänden.

## Nordamerika
Bland nordamerikanska indianstammar användes spjutbågar av Lakotastammen, vilka var mycket långa och användes som lansar från hästrygg.

## Norden
År 1859 fann danska arkeologen Conrad Engelhardt stora mängder mossofferfynd i Nydam Mosse i Danmark, vari två var folkvandringstida spjutbågar, daterade till 250–400 e.Kr.; den ena med järnspets och den andra med spets av hjorthorn. Utav 40 bågar funna i Nydam Mosse var 8 stycken spjutbågar.
En senare spjutbåge av samiskt ursprung ska även ha hittats i Sverige av den tyska arkeologen Harm Paulsen.